# اچ‌دی‌ام‌آی
رابط چندرسانه‌ای اچ‌دی یا رابط چندرسانه‌ای وضوح بالا (به انگلیسی: High-Definition Multimedia Interface) (اچ‌دی‌ام‌آی (به انگلیسی: HDMI)) یک رابط صوتی/تصویری متراکم برای انتقال داده‌های دیجیتال فشرده‌نشده است. این رابط اوّلین و تنها پورت مستقل بین چند شرکت است که در سال ۲۰۰۳ توسط شرکت‌های سونی، پاناسونیک، فیلیپس، هیتاچی، سیلیکون ایمیج، توشیبا و تامسون و با مشارکت مالی و تکنولوژی این شرکت‌ها ایجاد شد.
با دستگاه‌هایی که از قابلیت HDMI پشتیبانی می‌کنند می‌توان اطلاعات تصویر و صدا را با کیفیت عالی در حجم زیاد و فاصله‌های زیاد منتشر کرد؛ یعنی با استفاده از کابل‌های HDMI می‌توانید صدا و تصویر را بدون اینکه خللی در کیفیت آن‌ها رخ دهد، به فاصله‌های زیاد منتقل کنید.
رابط HDMI می‌تواند بدون انجام فشرده سازی بر روی تصاویر و صداها، به انتقال اطلاعات بین دستگاه‌هایی از قبیل DVD-Player، کنسول‌های بازی، سیستم‌های حرفه‌ای صوتی و تصویری، دوربین دیجیتال، موبایل‌ها یا هر وسیلهٔ دیگری بپردازید. پورت HDMI برای دستگاه‌هایی که اندازهٔ کوچکتری دارند در اندازهٔ کوچکتر و با نام mini HDMI وجود دارد.
رابط استانداردی که برای درگاه HDMI در نظر گرفته شده است کابل HDMI نامیده می‌شود. هر کابل HDMI در واقع معادل سه کابل Component Video و شش کابل صدای آنالوگ کار انجام می‌دهد. سرعت انتقال دیتا در HDMI بسیار زیاد است (در کابل‌های جدید چیزی در حدود ۱۰ گیگابیت بر ثانیه) از همین رو برای صداهای دالبی یا تصاویر سه بعدی بسیار مناسب هستند.
نکته‌ای که دربارهٔ HDMI بسیار اهمیت دارد اینست که برای این پورت هیچ تبدیلی از آنالوگ به دیجیتال یا هیچ فشرده‌سازی روی اطلاعات اعمال نمی‌شود و اطلاعات به صورت استاندارد منتقل می‌شوند که همین موضوع باعث حفظ کیفیت صدا و تصویر در سیستم HDMI می‌شود. تمامی این مراحل فقط توسط یک کابل HDMI و درگاه آن انجام شده تا شما را از کابل کشی‌های متعدد بی‌نیاز کند.
پورت HDMI قابلیت نشان دادن تصاویر در ابعاد ۱۹۲۰*۱۰۸۰ پیکسل را به همراه هشت کانال صدا با فرکانس ۱۹۲ کیلوهرتزی دارد.
اولین نسخه HDMI 1.0 در سال ۲۰۰۳ با طول کابل بالای ۲ متر وارد بازار شد که قابلیت انتقال داده با پهنای باند ۴٫۹۵ گیگابیت در ثانیه و ۸ کانال صوتی ۱۹۲ کیلوهرتزی را داشت و در سپتامبر ۲۰۱۳ با تولید نسخه HDMI 2.0 این مقادیر به ۱۸ گیگابیت در ثانیه و ۳۲ کانال صوتی ۱۵۳۶ کیلوهرتزی رسید. این نسخه جدید از کیفیت تصویر 4kپشتیبانی می‌کند و ۶۰ فریم در ثانیه را در این حالت انتقال می‌دهد.
همچنین در نسخه ۲ فناوری HDMI قابلیت تبادل دوطرفه با ۴ مسیر صوتی و ۲ مسیر تصویری افزوده شد، به این معنا که دو دستگاه دیجیتالی که توسط HDMI به یکدیگر متصل می‌شوند، علاوه بر انتقال داده، اطلاعات شناسایی صفحه نمایش گسترده (EDID) طرف مقابل را دریافت می‌کنند.